# Rogacze-Kolonia
Rogacze-Kolonia [rɔˈɡat͡ʂɛ kɔˈlɔɲa] est un village polonais de la gmina de Nowy Dwór dans le powiat de Sokółka et dans la voïvodie de Podlachie.